# Mobley's Message
Mobley's Message è un album di Hank Mobley, pubblicato dalla Prestige Records nel 1956. Il disco fu registrato il 20 luglio del 1956 al Rudy Van Gelder Studio di Hackensack, New Jersey (Stati Uniti).

## Tracce
Lato A
1. Bouncing with Bud – 6:57 (Bud Powell)
2. 52nd Street Theme – 5:41 (Thelonious Monk)
3. Minor Disturbance – 6:15 (Hank Mobley)

Lato B
1. Au Privave – 7:31 (Charlie Parker)
2. Little Girl Blue – 8:41 (Lorenz Hart, Richard Rodgers)
3. Alternating Current – 6:30 (Hank Mobley)

## Musicisti
- Hank Mobley  - sassofono tenore
- Jackie McLean  - sassofono alto (solo nel brano: B1)
- Donald Byrd  - tromba (tranne nel brano: B2)[4]
- Barry Harris  - pianoforte
- Doug Watkins  - contrabbasso
- Art Taylor  - batteria